# سباستيان إدواردز
سباستيان إدواردز (بالإسبانية: Sebastián Edwards Figueroa)‏ هو اقتصادي تشيلي، ولد في 16 أغسطس 1953 في سانتياغو في تشيلي.